# Bulbostylis rugosa
Bulbostylis rugosa är en halvgräsart som beskrevs av M.G.López. Bulbostylis rugosa ingår i släktet Bulbostylis och familjen halvgräs. Inga underarter finns listade i Catalogue of Life.